# Anne Neuberger
Pour les articles homonymes, voir Neuberger.
Anne Neuberger (née Karfunkel en 1976 à New York) est une spécialiste américaine de la cybersécurité.
Elle est la conseillère adjointe à la sécurité nationale pour la cybersécurité et les technologies émergentes au sein de l'administration Biden,.
Avant d'occuper ce poste, elle a travaillé pendant plus d'une décennie à la National Security Agency (NSA) en tant que directrice de la cybersécurité, sous-directrice adjointe des opérations et première directrice des risques de l'agence. Elle a rejoint le gouvernement fédéral en tant que membre du programme White House Fellows, travaillant au Pentagone, puis a été directrice générale adjointe de la Marine, avant de rejoindre la NSA.
Elle est la fille de George Karfunkel (en) un homme d'affaires et survivant du raid d'Entebbe.